# Кублеви
Кублеви (фр. Coublevie) — коммуна во Франции, находится в регионе Рона — Альпы. Департамент коммуны — Изер. Входит в состав кантона Вуарон. Округ коммуны — Гренобль.
Код INSEE коммуны — 38133. Население коммуны на 2006 год составляло 4116 человек. Населённый пункт находится на высоте от 250 до 651 метров над уровнем моря. Муниципалитет расположен на расстоянии около 470 км юго-восточнее Парижа, 80 км юго-восточнее Лиона, 21 км северо-западнее Гренобля. Мэр коммуны — M. Dominique Parrel, мандат действует на протяжении 2008—2014 гг.
Динамика населения (INSEE):